# Frankenia
Frankenia és l'únic gènere de plantes angiospermes de la família de les frankeniàcies (Frankeniaceae), que forma part de l'ordre de les cariofil·lals (Caryophyllales), dins del clade de les astèrides.
Són arbusts, sub-arbusts o plantes herbàcies halòfitss. Les fulles són simples, acostumen a ser petites, disposades de manera oposada, amb el marge revolut i habitualment tenen glàndules per excretar sal. Les flors són petites, el calze conté entre 4 i 7 sèpals i la corol·la entre 4 i 7 pètals. A l'androceu hi ha habitualment 6 estams, però el seu nombre pot oscil·lar entre 3 i 25 segons les espècies. Al gineceu és format per un o més carpels, poden arribar a ser 4, units formant un ovari unilocular amb placentació parietal, parietal-basal o basal, amb un nombre d'òvuls per placenta que varia entre un i molts. El fruit és una càpsula.

## Taxonomia
Aquest gènere va ser publicat per primer cop l'any 1753 al primer volum de l'obra Species Plantarum del botànic suec Carl von Linné (1707-1778). La família de les Frankeniaceae va ser publicada per primer cop, amb el nom de Frankenieae, l'any 1817 a l'obra Dictionnaire raisonné de botanique pel botànic francès Nicaise Auguste Desvaux (1784-1856), atribuïda al botànic Augustin Saint-Hilaire (1779-1853).

### Espècies
Dins del gènere Frankenia es reconeixen les 84 espècies següents:
- Frankenia adpressa Summerh.
- Frankenia ambita Ostenf.
- Frankenia anneliseae M.B.Crespo, M.Á.Alonso, Mart.-Azorín, J.L.Villar & Mucina
- Frankenia boissieri Reut. ex Boiss.
- Frankenia brachyphylla (Benth.) Summerh.
- Frankenia bracteata Turcz.
- Frankenia bucharica Basil.
- Frankenia caboverdeana (Brochmann, Lobin & Sunding) Rivas Mart., Lousã, J.C.Costa & Maria C.Duarte
- Frankenia capitata Webb & Berthel.
- Frankenia chevalieri Maire
- Frankenia chilensis C.Presl ex Schult. & Schult.f.
- Frankenia chubutensis Speg.
- Frankenia cinerea A.DC.
- Frankenia conferta Diels
- Frankenia confusa Summerh.
- Frankenia connata Sprague
- Frankenia cordata J.M.Black
- Frankenia corymbosa Desf.
- Frankenia crispa J.M.Black
- Frankenia cupularis Summerh.
- Frankenia decurrens Summerh.
- Frankenia densa Summerh.
- Frankenia desertorum Summerh.
- Frankenia drummondii Benth.
- Frankenia eremophila Summerh.
- Frankenia ericifolia C.Sm. ex DC.
- Frankenia fecunda Summerh.
- Frankenia fischeri Hicken
- Frankenia flabellata Sprague
- Frankenia foliosa J.M.Black
- Frankenia fruticosa J.C.Manning & Helme
- Frankenia georgei Diels
- Frankenia glomerata Turcz.
- Frankenia gracilis Summerh.
- Frankenia gypsophila I.M.Johnst.
- Frankenia hamata Summerh.
- Frankenia hirsuta L.
- Frankenia hispidula Summerh.
- Frankenia interioris Ostenf.
- Frankenia irregularis Summerh.
- Frankenia jamesii Torr. ex A.Gray
- Frankenia johnstonii Correll
- Frankenia juniperoides (Hieron.) M.N.Correa
- Frankenia laevis L.
- Frankenia latior Sprague & Summerh.
- Frankenia laxiflora Summerh.
- Frankenia leonardorum Alain
- Frankenia magnifica Summerh.
- Frankenia margaritae Medrano
- Frankenia microphylla Cav.
- Frankenia montana (Brochmann, Lobin & Sunding) Rivas Mart., Lousã, J.C.Costa & Maria C.Duarte
- Frankenia muscosa J.M.Black
- Frankenia nodiflora Lam.
- Frankenia nummularia M.B.Crespo, M.Á.Alonso, Mart.-Azorín, J.L.Villar & Mucina
- Frankenia orthotricha (J.M.Black) J.M.Black
- Frankenia pallida Boiss.
- Frankenia palmeri S.Watson
- Frankenia parvula Turcz.
- Frankenia patagonica Speg.
- Frankenia pauciflora DC.
- Frankenia persica (Boiss.) Jaub. & Spach
- Frankenia planifolia Sprague & Summerh.
- Frankenia plicata Melville
- Frankenia pomonensis Pohnert
- Frankenia portulacifolia (Roxb.) Spreng.
- Frankenia pseudoericifolia Rivas Mart., Lousã, J.C.Costa & Maria C.Duarte
- Frankenia pseudoflabellata Summerh.
- Frankenia pulverulenta L.
- Frankenia punctata Turcz.
- Frankenia repens (P.J.Bergius) Fourc.
- Frankenia salina (Molina) I.M.Johnst.
- Frankenia salsuginea Adıgüzel & Aytaç
- Frankenia scabra Lindl.
- Frankenia serpyllifolia Lindl.
- Frankenia sessilis Summerh.
- Frankenia setosa W.Fitzg.
- Frankenia stuartii Summerh.
- Frankenia subteres Summerh.
- Frankenia tetrapetala Labill.
- Frankenia thymifolia Desf.
- Frankenia triandra J.Rémy
- Frankenia tuvinica Lomon.
- Frankenia uncinata Sprague & Summerh.
- Frankenia vidalii Phil.

### Sinònims
Els següents noms científics són sinònims heterotípics de Frankenia:
- Anthobryum Phil.
- Beatsonia Roxb.
- Franca Boehm.
- Hypericopsis Boiss.
- Menetho Raf.
- Niederleinia Hieron.
- Nothria P.J.Bergius
- Streptima Raf.
- Tetreilema Turcz.